# Marcelo Machado dos Santos
Marcelo Machado dos Santos (Santo Amaro, 29 maggio 1994) è un calciatore brasiliano, centrocampista dell'Andraus.

## Palmarès

### Club

#### Competizioni statali
- Campionato Baiano: 1

Vitória: 2016
- Campionato Carioca: 1

Botafogo: 2018